# Martinô thành Tours

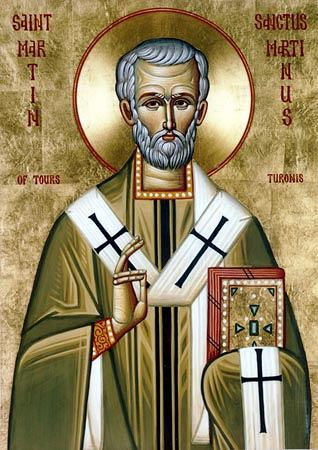

Martino thành Tours (còn gọi là Mạc-ty-nho thành Tours, Latinh: Martinus Turonensis; sinh: 316, mất ngày 8 tháng 11, 397) là một vị thánh Kitô giáo, là giám mục của thành Tours, nước Pháp. Đền thánh của ông ở Pháp đã trở thành một điểm dừng chân nổi tiếng cho khách hành hương trên con đường hành hương Santiago de Compostela xuất phát từ Tây Ban Nha. 